# 家事ヤロウ!!!
『家事ヤロウ!!!』（かじヤロウ!!!）は、2018年4月11日から2025年9月（予定）までテレビ朝日系列で放送されている教養バラエティ番組である。2021年4月6日から2023年9月5日までは毎週火曜19時台に放送されていた。2023年9月19日からは毎週火曜20時台に移動して放送されている。

## 概要
家事初心者であるバカリズム・中丸・カズレーザーの3人が、家事を基礎から徹底的に学んでいくバラエティ番組。放送開始時点では3人が一般家庭に赴き、様々な家事を学んでいくという内容だった。新型コロナウイルスの感染拡大によりロケが困難になってからは、特番で放送し好評だった『リアル家事24時』（芸能人の自宅にカメラを設置して家事の様子を覗き見する企画）や、ネットで話題の家事初心者でも作れるレシピを実際に試してみる企画が中心に行われるようになった。
当初は水曜2時台（火曜深夜）での放送だったが、2019年4月改編で木曜0時台（水曜深夜）に昇格。その後、2019年10月改編で水曜ネオバラエティ枠に昇格し、全国ネットへと拡大。さらに2021年4月改編で火曜19時台のゴールデンタイムへと昇格した。2021年4月から9月まではテレビ朝日など一部の系列局では18:45開始だったが、2021年10月改編で放送時間を15分縮小し、火曜19:00 - 20:00での放送となった。
2023年9月19日の放送より、火曜19時台の『出川一茂ホラン☆フシギの会』の入れ替えにより、放送時間を1時間繰り下げ、20時00分 - 20時54分での放送となった。ただし、改編から年内まですべての放送回がSPとなり、2023年内には20時台から放送は行われない。
番組公式インスタグラムでは、番組内で紹介した家事が得意ではない人でも簡単に作れるレシピを放送と連動してリアルタイムで投稿している。ステイホーム期間で人気が高まり、2021年5月にはフォロワー数が200万人を突破した。これは国内のテレビ番組のアカウントでは最多である。
2024年8月7日、MCの1人である中丸雄一の女子大生との密会報道を受け、テレビ朝日は以降の中丸の出演を見合わせると発表。報道後初となる2024年8月20日の放送では中丸の出演シーンは全てカットされた。

## 出演者
MC
- バカリズム
- 中丸雄一（KAT-TUN）-2024年8月20日以降は活動謹慎のため出演休止。
- カズレーザー（メイプル超合金） - 「ネオバラ3」時代の前番組である『張り紙パイレーツ!』から続投。

その他の出演者
- 和田明日香
- 阿佐ヶ谷姉妹
- ギャル曽根
- 加藤茶、加藤綾菜
- 藤本美貴
- 馬場裕之（ロバート）

※上記の出演者はゲスト出演の頻度が高い傾向にある為、記述。

## 放送リスト

### 火曜深夜時代

#### 2018年
| 回 | 放送日   | 放送内容                                          | ゲスト | 備考     |
| -- | -------- | ------------------------------------------------- | --- | -------- |
| 1  | 4月11日  | たたみ方                                          | |          |
| 2  | 4月25日  | キッチンの汚れを落とす                            | |          |
| 3  | 5月2日   | お米を炊く                                        | |          |
| 4  | 5月9日   | 洗濯物の干し方                                    | |          |
| 5  | 5月16日  | 冷凍保存のやり方                                  | |          |
| 6  | 5月23日  | アイロンのかけ方                                  | |          |
| 7  | 5月30日  | 卵の焼き方                                        | |          |
| 8  | 6月6日   | 買い物の仕方                                      | |          |
| 9  | 6月13日  | 家事力選手権                                      | 金子貴俊 |          |
| 10 | 6月20日  | 家事力選手権＆未公開ネタ                          | 金子貴俊 |          |
| 11 | 6月27日  | 食材の剥き方                                      | |          |
| 12 | 7月4日   | SOS!夏の緊急家事SP                                | |          |
| SP | 7月6日   | 美味しい“名作”卵料理の作り方 スーパー買い物選手権 | 完熟フレッシュ | [ 注 3 ] |
| 13 | 7月11日  | SP番外編 〜名作卵料理〜                           | 完熟フレッシュ |          |
| 14 | 7月18日  | 食材を切る!剥く!!取る!!!                          | |          |
| 15 | 7月25日  | スーパー買い物選手権 後半戦                       | |          |
| 16 | 8月1日   | 怪しいレンジ料理を作る                            | |          |
| 17 | 8月8日   | 3大レシピでチャーハンを作る!                      | |          |
| 18 | 8月15日  | たこ焼き器でたこ焼き以外を作る!                   | |          |
| 19 | 8月22日  | おにぎりを握る                                    | |          |
| 20 | 8月29日  | 100円均一溺愛主婦からの挑戦状                     | |          |
| 21 | 9月5日   | アルミホイルで出来る？出来ない？                  | |          |
| 22 | 9月12日  | エゴサーチSP                                      | |          |
| 23 | 9月19日  | 女子寮でお悩みを解決!                             | |          |
| 24 | 9月26日  | 女子寮のお悩み一網打尽 〜後編〜                   | |          |
| 25 | 10月3日  | 夫の家事力を調査!!                                | 宮本和知、宮本奈緒子 |          |
| 26 | 10月10日 | 夫の家事力調査 〜後編〜                           | 宮本和知、宮本奈緒子 |          |
| 27 | 10月17日 | 続・女子寮で食事                                  | |          |
| 28 | 10月24日 | 備蓄食品溺愛主婦                                  | |          |
| 29 | 10月31日 | 続・備蓄食品溺愛主婦                              | |          |
| 30 | 11月7日  | 家事リアリティショー KAJIYARO HOUSE               | 橋本マナミ |          |
| 31 | 11月14日 | 家事ヤロウ!!!女子寮へ行く                         | |          |
| 32 | 11月21日 | エゴサーチSP                                      | |          |
| 33 | 11月28日 | 大掃除で使える名作裏ワザ                          | |          |
| SP | 12月2日  | 芸能人20人の自宅にカメラを設置! リアル家事24時    | 辺見えみり、藤本美貴、田中美保、中村仁美、小倉優子、菊地亜美、織田信成、和田明日香、平野レミ、馬場裕之（ロバート）、吉本ばなな、渡辺美奈代、泉谷しげる、RIKACO、安田美沙子 | [ 注 4 ] |
| 34 | 12月5日  | 続・ゴールデンSP                                  | RIKACO、泉谷しげる |          |
| 35 | 12月12日 | 続・ゴールデンSP                                  | 安田美沙子、須田亜香里（SKE48）、馬場裕之（ロバート）、宮崎謙介、金子恵美                                                                                                  |          |
| 36 | 12月19日 | 女子寮第5弾                                       | |          |

#### 2019年
| 回 | 放送日  | 放送内容                                       | ゲスト                                 | 備考 |
| -- | ------- | ---------------------------------------------- | -------------------------------------- | ---- |
| 37 | 1月9日  | 出張オキシ漬けヤロウ!!!                        |                                        |      |
| 38 | 1月16日 | 続・リアル家事24時                             | 川崎希、アレクサンダー、仁香、朝日奈央 |      |
| 39 | 1月23日 | 東大京大合格夜食グルメ                         |                                        |      |
| 40 | 1月30日 | 背伸びして作ろう!!! 高嶺の皿                   |                                        |      |
| 41 | 2月6日  | 続・背伸びして作ろう!!! 高嶺の皿               |                                        |      |
| 42 | 2月13日 | 検索ヤロウvsシェフヤロウ                       |                                        |      |
| 43 | 2月20日 | 続・検索ヤロウvsシェフヤロウ                   |                                        |      |
| 44 | 2月27日 | エゴサーチSP                                   |                                        |      |
| 45 | 3月6日  | 子ども見とくヤロウ!!!                          |                                        |      |
| 46 | 3月13日 | 家事代行ヤロウ 〜社長の豪邸編〜                |                                        |      |
| 47 | 3月20日 | 馬場ちゃんの秘密キッチン                       | 馬場裕之（ロバート）                   |      |
| 48 | 3月27日 | 背伸びして作ってみよう 高嶺の皿 〜高級和食編〜 |                                        |      |

### 水曜深夜時代

#### 2019年
| 回 | 放送日  | 放送内容                                       | ゲスト | 備考     |
| -- | ------- | ---------------------------------------------- | --- | -------- |
| 49 | 4月4日  | 切りにくいものを切る                           | |          |
| 50 | 4月11日 | 救出! 解凍ヤロウ                               | |          |
| 51 | 4月18日 | 結びにくいものを結ぶ                           | |          |
| SP | 4月20日 | 芸能人20人の自宅にカメラを設置! リアル家事24時 | 鈴木亜美、藤本美貴、雛形あきこ、松本伊代、松岡昌宏（TOKIO）、小倉優子、山村紅葉、馬場裕之（ロバート）、みやぞん（ANZEN漫才）、和田明日香、平野レミ、阿佐ヶ谷姉妹、伊野尾慧（Hey! Say! JUMP）、織田信成、本田武史、有森也実、ぺこ、りゅうちぇる、松本伊代 | [ 注 5 ] |
| 52 | 4月25日 | 続・リアル家事24時【1】                        | 福田充徳（チュートリアル）、阿佐ヶ谷姉妹、和田明日香、平野レミ |          |
| 53 | 5月2日  | 続・リアル家事24時【2】                        | バービー（フォーリンラブ）、Mr.シャチホコ、みはる、茂出木浩司 |          |
| 54 | 5月8日  | 家事DEAD or ALIVE                              | |          |
| 55 | 5月15日 | ちょっといい肉をちゃんと焼く                   | |          |
| 56 | 5月22日 | エゴサーチSP                                   | |          |
| 57 | 5月29日 | めんつゆの可能性を信じる                       | 高橋ユウ |          |
| 58 | 6月5日  | キッチン飲み～馬場バル～                       | 馬場裕之（ロバート） |          |
| 59 | 6月12日 | 漬けるだけレシピを検証                         | |          |
| 60 | 6月19日 | ゴースト汚れバスターズ                         | |          |
| 61 | 6月26日 | のぞき見!タレ4選                               | 和田明日香 |          |
| 62 | 7月3日  | 魚焼きグリルは怖くない                         | |          |
| 63 | 7月10日 | 魚焼きグリルは怖くない～後半戦～               | |          |
| 64 | 7月17日 | あの味 家でも食べたい!                         | |          |
| 65 | 7月24日 | 開封!おあずけヤロウ!!!                         | |          |
| 66 | 7月31日 | みりんって何者!?                               | |          |
| 67 | 8月7日  | 既製品伸びしろヤロウ                           | |          |
| 68 | 8月14日 | 余りがち調味料を使い切る                       | |          |
| 69 | 8月28日 | F-1グランプリ                                  | |          |
| 70 | 9月4日  | 余ったそうめんを使い切る                       | |          |
| 71 | 9月11日 | 侮るなかれ!ポリ袋 真の実力                     | |          |
| 72 | 9月18日 | エゴサーチSP ～24時台卒業～                    | 和田明日香 |          |

### 水曜ネオバラエティ時代

#### 2019年
| 回 | 放送日   | 放送内容                                | ゲスト                                         | 備考 |
| -- | -------- | --------------------------------------- | ---------------------------------------------- | ---- |
| 1  | 10月2日  | 魚焼きグリルは怖くない!                 | [ 注 6 ]                                       |      |
| 2  | 10月16日 | キングオブタマゴ2019                    |                                                |      |
| 3  | 10月23日 | お届け開封ヤロウ!!!                     |                                                |      |
| 4  | 10月30日 | 新・海苔レシピ2019                      | 馬場裕之(ロバート)                             |      |
| 5  | 11月6日  | 味覇入れときゃ美味しいは本当か!?        | 馬場裕之(ロバート)                             |      |
| 6  | 11月13日 | 家事ヤロウ!!! 秋のパン祭り              |                                                |      |
| 7  | 11月20日 | 美味い×美味いの組み合わせ 背徳グルメ    | 平野レミ、才木玲佳、横山天音、大高みなみ、ロイ |      |
| 8  | 11月27日 | 女子寮のお悩みを100円グッズで解決       | 小倉優子                                       |      |
| 9  | 12月4日  | 映えるロワイアル&小倉優子のキッチン飲み | 小倉優子                                       |      |
| 10 | 12月11日 | 独身イケメン社長のお悩みを解決!         | 久保裕丈、和田明日香                           |      |
| 11 | 12月18日 | 絶品激安カレー作り!&開封ワールド        | 中岡創一（ロッチ）                             |      |
| 12 | 12月25日 | バズメシー賞&和田明日香キッチンのぞき見 | 和田明日香                                     |      |

#### 2020年
| 回 | 放送日   | 放送内容                                              | ゲスト | 備考      |
| -- | -------- | ----------------------------------------------------- | --- | --------- |
| 13 | 1月8日   | 祝バカリズム結婚&正月の余り餅活用法                   | 中岡創一（ロッチ） |           |
| 14 | 1月22日  | 豆腐が主役の料理4選&バイトしすぎ芸人                  | アクシデンタル、ネコニスズ、キング（ポンポコ団） |           |
| 15 | 1月29日  | 女子寮潜入でお悩み解決                                | |           |
| 16 | 2月5日   | 次世代「鍋のしめ」レシピ&レミオーディション           | 平野レミ、中西里菜、LUNA、大高みなみ |           |
| 17 | 2月12日  | 超簡単!バズりスイーツ&阿佐ヶ谷姉妹に調味料送ってみた  | 阿佐ヶ谷姉妹、トム・ブラウン |           |
| 18 | 2月19日  | 早春のパン祭り&グランメゾンキング                     | 朝日奈央、キング（ポンポコ団） |           |
| 19 | 2月26日  | 一流シェフ監修 ご飯のお供&ロバート馬場秘密キッチン    | 馬場裕之（ロバート） |           |
| 20 | 3月4日   | "具材を入れて押すだけ"炊き込みご飯レシピ&キッチン飲み | バービー（フォーリンラブ）、西山茉希 |           |
| 21 | 3月11日  | オタクの家で悩み解決&プロレス鍋                       | 矢野通、オカダ・カズチカ、獣神サンダー・ライガー、真壁刀義、辻陽太 |           |
| 22 | 3月18日  | ニオイ気にしないにんにくレシピ&バイトしすぎ芸人       | 藤井21、浜名ランチ（ハルカラ）、しょうちゃん（レーズンダイナマイト） |           |
| 23 | 3月24日  | 芸能人宅に潜入&カメラ設置でリアル家事24時!            | 和田明日香、平野レミ、IKKO、神田愛花、ギャル曽根、坂下千里子、中越典子、生見愛瑠、阿佐ヶ谷姉妹、松丸亮吾、栗原恵、四千頭身、松雪泰子、馬場裕之（ロバート）、菜々緒、キング（ポンポコ団）、清水尋也 | [ 注 9 ]  |
| 24 | 3月25日  | 家事ヤロウ!!!3時間SP延長戦                            | IKKO、松雪泰子、キング（ポンポコ団） |           |
| 25 | 4月1日   | 芸能人の自宅で家事グッズ一斉調査!                     | 阿佐ヶ谷姉妹、松丸亮吾、四千頭身、馬場裕之（ロバート）、栗原恵、和田明日香、バービー（フォーリンラブ）                                                                                             |           |
| 26 | 4月8日   | 女子寮でお悩み解決!                                   | |           |
| 27 | 4月15日  | 超簡単!缶詰レシピ＆春野菜送ってみた                   | 和田明日香、浜名ランチ（ハルカラ） |           |
| 28 | 4月22日  | 話題の輸入食品店で激ウマ調味料探し!                   | |           |
| 29 | 4月29日  | エゴサーチSP～反響が大きかった家事発表!～             | キング（ポンポコ団）、西山茉希、バービー（フォーリンラブ） |           |
| 30 | 5月6日   | 芸能人の自宅にカメラ設置～リアル家事24時～            | みやぞん（ANZEN漫才）、伊野尾慧（Hey! Say! JUMP）、吉本ばなな、織田信成、鈴木亜美、阿佐ヶ谷姉妹、馬場裕之（ロバート）                                                                              |           |
| 31 | 5月13日  | 反響が大きかった料理ベスト10                          | |           |
| 32 | 5月20日  | 便利アイテム開封ヤロウ＆パパ芸人のぞき見              | 福田充徳（チュートリアル）、濱家隆一（かまいたち） |           |
| 33 | 5月27日  | "今すぐ作れちゃう"話題になった夜食ベスト9             | 池田レイラ（完熟フレッシュ） |           |
| 34 | 6月3日   | オール新撮!リアル家事24時                             | ゆめっち（3時のヒロイン）、内藤裕子、優木まおみ、岩橋良昌（プラス・マイナス） |           |
| 35 | 6月10日  | インスタフォロワー80万人記念リモート飲み会            | 指原莉乃、バイきんぐ、ファーストサマーウイカ |           |
| 36 | 6月17日  | オール新撮!リアル家事24時                             | 西山茉希、フワちゃん、魔裟斗、矢沢心、板野友美 |           |
| 37 | 6月24日  | 夏のパン祭り&バイトしすぎ芸人に夏野菜                 | キング（ポンポコ団）、浜名ランチ（ハルカラ） |           |
| 38 | 7月1日   | SNSパトロール＆ロバート馬場の秘密キッチン             | ローラ、イモトアヤコ、亀田史郎、田村淳（ロンドンブーツ1号2号）、ローランド、平野レミ、中村倫也、リュウジ、馬場裕之（ロバート）                                                                     |           |
| 39 | 7月15日  | グルメ科捜研＆リアル家事24時                          | IKKO、内藤裕子 |           |
| 40 | 7月22日  | 話題のディップソース＆グルメ科捜研後半戦              | 小木博明（おぎやはぎ） |           |
| 41 | 7月29日  | 激ウマそうめんレシピ＆新企画「和田塾」                | 和田明日香、中岡創一（ロッチ）、杉本哲太 |           |
| SP | 8月4日   | 100万人が選ぶ家事ウラ技20選＆芸能人の自宅家事!        | 指原莉乃、ギャル曽根、藤本美貴、田中美佐子、北村匠海、和田明日香、松丸亮吾、篠田麻里子、松本まりか、東山紀之（少年隊）、馬場裕之（ロバート）                                                       | [ 注 9 ]  |
| 42 | 8月5日   | 家事ヤロウ!!!SP延長戦                                 | 指原莉乃、ギャル曽根、尾上右近、北村匠海、松本まりか、東山紀之（少年隊） 、篠田麻里子、馬場裕之（ロバート）                                                                                        |           |
| 43 | 8月12日  | ビール止まらないグルメ＆リアル家事24時                | 大橋未歩、内藤裕子 |           |
| 44 | 8月19日  | ホットサンドメーカー料理＆プレミアムアイス            | 朝日奈央、菜々緒、キング（ポンポコ団） |           |
| 45 | 8月26日  | レンジ料理＆ワケあり料理上手アイドルGP                | 戸田れい、馬嘉伶（AKB48）、磯部希帆 |           |
| 46 | 9月2日   | 初心者エスニック料理＆バイト芸人 旨辛料理             | 坂下千里子、キング（ポンポコ団）、浜名ランチ（ハルカラ） |           |
| 47 | 9月9日   | 新世代餃子＆家事力未知数芸能人                        | Mr.マリック、天達武史、May J. |           |
| 48 | 9月23日  | クリームチーズレシピ＆和田塾                          | 和田明日香、中岡創一（ロッチ）、東幹久、ルシファー吉岡、錦鯉 |           |
| 49 | 9月30日  | グルメ科捜研＆独身男子ぼっち飯                        | 羽田美智子、サンシャイン池崎、木下ほうか |           |
| 50 | 10月7日  | 夢のスペシャル企画 夢のロケ弁SP                       | 指原莉乃 |           |
| 51 | 10月14日 | 秋の炊き込みご飯＆愛之助思い出の味                    | 片岡愛之助 |           |
| 52 | 10月21日 | 最新焼きそばアレンジ＆女子アナリアル家事              | 吉田明世、内藤裕子 |           |
| 53 | 10月28日 | ホットサンドメーカー飯＆イケメン家事力                | 浜内千波、高橋文哉、池田航 |           |
| 54 | 11月4日  | 秋のパン祭りSP＆バイトしすぎ芸人                      | キング（ポンポコ団）、浜名ランチ（ハルカラ） |           |
| 55 | 11月11日 | 背徳グルメ＆家事力未知数芸能人                        | トランプマン、ジャイアント白田、岡田晴恵 |           |
| 56 | 11月18日 | ホットプレートレシピ＆おしゃれ部屋芸人                | 井口綾子、谷坂耕平（ねこじゃらし）、レオ（凛凛パーカー） |           |
| 57 | 11月25日 | コンビニ食材で激ウマ鍋＆和田塾                        | 和田明日香、加藤シゲアキ（NEWS）、中岡創一（ロッチ）、ルシファー吉岡、錦鯉 |           |
| 58 | 12月2日  | "エモ断"グルメ＆ザ・家事ノンフィクション              | 松本まりか |           |
| 59 | 12月9日  | グランメゾンキング＆野口家事VS諭吉家事                | 松本まりか、キング（ポンポコ団）、久保裕丈 |           |
| 60 | 12月16日 | 余りがち調味料使い切＆野口家事VS諭吉家事              | 久保裕丈 |           |
| SP | 12月29日 | 2020年話題になった簡単おうちレシピベスト20            | 指原莉乃、ギャル曽根、藤本美貴、鈴木保奈美、高畑充希、林修、錦鯉 | [ 注 10 ] |

#### 2021年
| 回 | 放送日  | 放送内容                                                                           | ゲスト                                                                         | 備考      |
| -- | ------- | ---------------------------------------------------------------------------------- | ------------------------------------------------------------------------------ | --------- |
| 61 | 1月13日 | 正月余った餅が大変身＆SP延長戦                                                     | 指原莉乃、ギャル曽根、藤本美貴、高畑充希、林修                                 |           |
| 62 | 1月20日 | 最新調理グッズヒット予測＆シェアハウス芸人                                         | 宍倉孝雄（たぬきごはん）、太朗（ナミダバシ）、いかちゃん                       |           |
| 63 | 1月27日 | ビールが進むグルメ＆部屋イキリ芸人2                                                | 井口綾子、大久保翔平（スイラン）、丹原一稀（パプリカ）、 チュンちゃん          |           |
| 64 | 2月3日  | 一流シェフ100均レシピ＆一点突破芸能人                                              | 池森秀一、市川紗椰                                                             |           |
| 65 | 2月10日 | 北川景子がやって来た＆家事ノンフィクション                                         | 北川景子、磯部希帆                                                             |           |
| 66 | 2月17日 | 1クールに1度 パン祭り＆和田明日香悩み解決                                          | 和田明日香                                                                     |           |
| 67 | 2月24日 | ホットスナックレシピ＆家事力未知数芸能人                                           | プリンセス天功、伊藤一朗（Every Little Thing）、こがけん                       |           |
| 68 | 3月3日  | 卵愛 王座決定戦＆料理芸能人オーディション                                          | 石黒彩、三瓶、城咲仁                                                           |           |
| 69 | 3月10日 | 無印良品潜入＆事務所激推し芸能人対決                                               | 梅木一仁（ハニートラップ）、阪田ベーカリー（赤もみじ）、作間龍斗（HiHi Jets）  |           |
| 70 | 3月17日 | “コク”パトロール＆実家なんかやってる芸人                                           | 依藤たかゆき（サスペンダーズ）、北風ミシェル、太田成仁（風の日）               |           |
| 71 | 3月23日 | 家事ヤロウ!!!ゴールデン初回3時間SP 簡単朝食レシピベスト20 お気軽ベランダキャンプ飯 | 黒木瞳、松本まりか、IKKO、フワちゃん、阿佐ヶ谷姉妹、おいでやすこが、仲里依紗   | [ 注 11 ] |
| 72 | 3月24日 | 家事ヤロウ!!!契約更改SP                                                            | 和田明日香、ポンポコ団、浜名ランチ（ハルカラ）、内藤裕子、馬場裕之（ロバート） |           |
| 73 | 3月31日 | 芸能人フォロワーが選ぶベストレシピ                                                 |                                                                                | [ 注 12 ] |

### 火曜ゴールデンタイム時代

#### 2021年
| 回 | 放送日   | 放送内容                                                                                        | ゲスト | 備考      |
| -- | -------- | ----------------------------------------------------------------------------------------------- | --- | --------- |
| 1  | 4月6日   | 冷凍うどん絶品レシピ＆自宅のぞき見!                                                             | 阿佐ヶ谷姉妹、和田明日香                                                                                   | [ 注 13 ] |
| 2  | 4月13日  | 広末涼子と春のパン祭りSP＆バイトしすぎ芸人激ウマ飯                                              | 広末涼子、キング（ポンポコ団）、浜名ランチ（ハルカラ）                                                     |           |
| 3  | 4月20日  | 激うまコンビニホットスナックアレンジ＆一点突破型芸能人                                          | 池森秀一（DEEN）、内藤裕子                                                                                 |           |
| 4  | 4月27日  | 入れて炊くだけ炊き込みご飯＆ロバート馬場の秘密キッチン                                          | 馬場裕之（ロバート）                                                                                       |           |
| 5  | 5月4日   | 料理がより美味しくなる!?話題の“ひと手間”レシピ＆激闘！和田明日香VS炊飯器                        | 和田明日香                                                                                                 |           |
| 6  | 5月18日  | 永野芽郁が感激！料理芸人マネできる中華フルコース＆実家なんかやってる芸人㊙レシピ                | 永野芽郁、ポンポコ団、いかちゃん、北風ミシェル                                                             |           |
| 7  | 5月25日  | 井ノ原快彦が参戦！超万能！焼き肉のタレ激うまレシピ4選＆お店の味を完全再現…あのBBQソース＆韓国麺 | 井ノ原快彦、ギャル曽根、指原莉乃、田中美佐子、藤本美貴、深沢邦之（Take2）、高橋貴洋、水野考貴、稲垣飛鳥    |           |
| 8  | 6月1日   | 人気輸入食料品店に潜入！＆キングVS謎の主婦料理対決                                              | DJ KOO 、ポンポコ団、坂下千里子 、江部敏史 、浜内千波                                                      |           |
| ９ | 6月8日   | 話題！入れて焼くだけトースター丸焼きレシピ＆小倉優子の深夜飯                                    | 小倉優子、高橋みなみ                                                                                       |           |
| 10 | 6月15日  | 調理グッズ下半期ヒット予測＆和田明日香が加藤茶夫妻の悩み解決                                    | 加藤綾菜、加藤茶、和田明日香                                                                               |           |
| 11 | 6月22日  | いま話題の食品店爆売れ商品アレンジ飯＆小倉智昭・天達サシ飲み                                    | 天達武史、小倉智昭                                                                                         | [ 注 14 ] |
| 12 | 7月6日   | SNSで話題の最新餃子レシピ＆3分料理対決に最強おじさん襲来                                        | DJ KOO 、キング（ポンポコ団）、坂下千里子、浜内千波、前田雅子                                              |           |
| 13 | 8月10日  | 話題のひと手間レシピに挑戦＆和田明日香の38分！夏の晩ご飯                                        | 和田明日香                                                                                                 | [ 注 14 ] |
| 14 | 8月17日  | 年に1度のそうめんアレンジレシピ5選＆料理芸人の夏野菜料理                                        | 馬場裕之（ロバート）、浜名ランチ（ハルカラ）                                                               |           |
| 15 | 9月7日   | 木村拓哉参戦！普段何食べてる？完全レシピ化2時間SP                                               | 木村拓哉、和田明日香、原田龍二、原田愛                                                                     | [ 注 15 ] |
| 16 | 9月21日  | 3時間SP 話題の大型倉庫店＆業務用スーパー爆売れ商品アレンジ20                                    | 井上芳雄、上白石萌音、坂本昌行、田村淳、前田敦子、ギャル曽根、藤本美貴                                     | [ 注 16 ] |
| 17 | 9月28日  | 芸能人の自宅にカメラを設置リアル家事24時SP                                                      | 武尊、IKKO、白井健三、和田明日香、小倉優子                                                                 | [ 注 17 ] |
| 18 | 11月2日  | 爆売れ中！チューブ調味料で激うまレシピ＆相撲5兄弟デカ盛り！                                     | ギャル曽根                                                                                                 |           |
| 19 | 11月9日  | 秋のパン祭り！激うまトースト連発＆料理芸人のアレンジレシピ！                                    | キング（ポンポコ団）、 浜名ランチ（ハルカラ）                                                              |           |
| 20 | 11月16日 | 生田斗真参戦！スーパー激売れ商品アレンジ飯＆馬場秘密キッチン                                    | 生田斗真 、馬場裕之（ロバート）                                                                            |           |
| 21 | 11月30日 | 業界No.1ホームセンター爆売れ商品5選＆なにわ男子大橋ハマり飯                                     | 内藤裕子、大橋和也（なにわ男子）                                                                           |           |
| 22 | 12月21日 | 企業公式鍋レシピ勝ち抜き戦＆ロバート馬場買って良かった調理具                                    | 馬場裕之（ロバート）                                                                                       |           |
| 23 | 12月28日 | 2021年話題のレシピベスト20 超豪華5大女優参戦3時間SP                                             | 上白石萌音、橋本環奈、宮沢りえ、鈴木保奈美、大竹しのぶ、ぼる塾、和田明日香、平野レミ、ギャル曽根、藤本美貴 | [ 注 18 ] |

#### 2022年
| 回 | 放送日   | 放送内容                                                                               | ゲスト | 備考      |
| -- | -------- | -------------------------------------------------------------------------------------- | --- | --------- |
| 24 | 1月11日  | 芸能人の自宅にカメラ設置！年末年始のぞき見！                                           | ギャル曽根、小芝風花、IKKO、小倉優子、財前直見、大沢あかね、藤本美貴、篠田麻里子、和田明日香、冨永愛、馬場裕之（ロバート）、池森秀一（DEEN）                           | [ 注 19 ] |
| 25 | 1月18日  | 2022年最新調理家電をバカリ中丸カズが勝手にヒット予測！                                 | 飯尾和樹（ずん）、 澤部佑（ハライチ） | [ 注 20 ] |
| 26 | 1月25日  | 最強ご当地調味料を探せ！＆和田明日香が大久保嘉人にレシピ伝授                           | 和田明日香、大久保嘉人 | [ 注 20 ] |
| 27 | 2月15日  | 芸能人リアル自宅メシ 自宅飯ベスト20                                                    | 出川哲朗（バカリズムの代打でMCを務める） | [ 注 19 ] |
| 28 | 3月1日   | 業界がザワついた最新冷凍食品ベスト５＆和田明日香が雛形あきこ夫妻のお悩み解決レシピ！   | 和田明日香、雛形あきこ、天野浩成 | [ 注 20 ] |
| 29 | 3月8日   | 業務用スーパーに初潜入！常連が選ぶ！リピ買い商品ベスト２０！                           | 中尾明慶、ぼる塾 | [ 注 21 ] |
| 30 | 3月15日  | 企業公式炊き込みご飯戦・和田明日香＆ロバート馬場100均グッズ                            | 和田明日香、馬場裕之（ロバート） |           |
| 31 | 4月5日   | 大型倉庫店に潜入＆常連さんリピ買い商品ベスト20                                         | 近藤春菜（ハリセンボン）、ぼる塾 | [ 注 21 ] |
| 32 | 4月12日  | 木村拓哉が再び参戦！リアル自宅メシ完全再現SP                                           | 木村拓哉 | [ 注 21 ] |
| 33 | 4月19日  | 和田明日香VS炊飯器で絶品晩御飯＆スーパー最新4大トレンド商品                            | 和田明日香 |           |
| 34 | 4月26日  | 広末涼子参戦！プチ贅沢スーパー常連リピ買い商品ベスト10                                 | 広末涼子 |           |
| 35 | 5月3日   | 売り場席巻のチーズSP＆財前直見×森泉親子の脱東京暮らし密着！                            | 財前直見、森泉、森パメラ、秋山竜次（ロバート） |           |
| 36 | 5月10日  | 芸能人自宅にカメラ設置でのぞき見！山田涼介＆本田翼も参戦SP                             | 本田翼、山田涼介、辻希美、井上咲楽、鈴木亜美、久代萌美、吉岡美穂 | [ 注 21 ] |
| 37 | 5月17日  | 2大100円ショップに潜入！志尊淳も参戦でお悩み解決グッズ20発表                           | 志尊淳、福田麻貴（3時のヒロイン）、かなで（3時のヒロイン） | [ 注 21 ] |
| 38 | 5月24日  | かっぱ橋最強道具店の爆売れキッチン用具＆和田明日香vs炊飯器                             | 和田明日香 |           |
| 39 | 5月31日  | 堂本剛参戦！下半期家電ヒット予測＆芸能人宅にカメラ設置                                 | 堂本剛、馬場裕之（ロバート）、小倉優子、橋本マナミ | [ 注 21 ] |
| 40 | 6月7日   | 2大業務用スーパー買い出しキャンプ！バカリ×中丸×カズ×勝地                               | 勝地涼、アンミカ、青山テルマ、フワちゃん | [ 注 21 ] |
| 41 | 6月14日  | 低糖質麺を家事ヤロウ＆陣内智則がガチ判定＆和田明日香35分4品                            | 陣内智則、和田明日香 |           |
| 42 | 6月21日  | 上半期10大バズり飯＆東山紀之＆長州力が話題の店で貸切買い物                             | 東山紀之、長州力、神宮寺勇太（King ＆ Prince）、鈴木福、鈴木夢、鈴木楽、 鈴木誉                                                                                        | [ 注 21 ] |
| 43 | 7月5日   | 人気ディスカウント店の常連さんリピ買い商品ベスト20                                     | 上田竜也（KAT-TUN）（中丸の代打でMCを務める）、上川隆也、福田麻貴（3時のヒロイン）、かなで（3時のヒロイン）                                                            | [ 注 21 ] |
| 44 | 7月19日  | 藤木直人参戦そうめんアレンジSP！ロバート馬場＆雛形夫妻自宅飯                           | 藤木直人、馬場裕之（ロバート）、天野浩成、雛形あきこ |           |
| 45 | 8月2日   | 芸能人の自宅のぞき見リアル家事24時SP！真夏の自宅メシ20連発＆なにわ男子道枝も参戦90分SP | 藤本美貴、道枝駿佑（なにわ男子）、財前直見、中村江里子、冨永愛 、和田明日香、スザンヌ 、山本博（ロバート）、福田充徳（チュートリアル）、小杉竜一（ブラックマヨネーズ） | [ 注 21 ] |
| 46 | 8月16日  | 今話題の低糖質ライスをガチ判定＆和田明日香の簡単タイ料理                               | 濱口優（よゐこ）、和田明日香 |           |
| 47 | 8月23日  | 夏のウマ辛SP！輸入食料品店の話題調味料＆韓流スター自宅公開                             | チャン・グンソク、馬場裕之（ロバート）、宮田俊哉（Kis-My-Ft2） |           |
| 48 | 8月30日  | 菅田将暉参戦！No.1コンビニ冷食＆総菜ベスト10絶品アレンジ飯                             | 菅田将暉 | [ 注 22 ] |
| 49 | 9月13日  | 次世代炊き込みご飯ベスト5！松山ケンイチ＆ムロツヨシも絶賛！                            | 松山ケンイチ、ムロツヨシ、和田明日香、馬場裕之（ロバート）、阿佐ヶ谷姉妹、濱家隆一（かまいたち）、IKKO                                                                 | [ 注 21 ] |
| 50 | 9月20日  | 木村文乃が料理披露！スーパーヒット商品ベスト4アレンジ飯                                | 木村文乃、かなで（3時のヒロイン） |           |
| 51 | 9月27日  | 売り上げNo.1スーパー総菜ベスト10発表！＆相川七瀬自宅初公開！                           | 朝日奈央、相川七瀬、小倉優子 |           |
| 52 | 10月11日 | 平野レミ生涯名作レシピベスト10大発表SP！                                               | 岡田将生、平野レミ |           |
| 53 | 10月18日 | 沢口靖子が思い出の味再現！グルメ科捜研＆和田明日香カツオ4品                            | 沢口靖子、和田明日香 |           |
| 54 | 10月25日 | 売り上げ爆増中！激安スーパー常連リピ買い商品ベスト10大発表！                           | 陣内智則 |           |
| 55 | 11月1日  | 芸能人自宅にカメラを設置！リアルな“朝”をのぞき見2時間SP                                | 阿佐ヶ谷姉妹、IKKO、乙葉、財前直見、鈴木亜美、宮川大輔、黒谷友香、加藤茶、加藤綾菜、井上咲楽 、田中律子                                                                | [ 注 23 ] |
| 56 | 11月8日  | バターの最高の食べ方とは！？プロのオススメ料理法＆鈴木福4兄妹                          | 鈴木福、鈴木夢、鈴木楽、鈴木誉、小木博明（おぎやはぎ） |           |
| 57 | 11月15日 | コスパ最強！話題の鮮魚チェーン店へ＆都道府県対抗ご飯お供対決                           | 中岡創一（ロッチ） |           |
| 58 | 11月22日 | 和田明日香の冬野菜たっぷりご飯＆今年流行のパン祭り4連発！                              | 和田明日香、佐藤栞里 |           |
| 59 | 11月29日 | 大泉洋が初参戦！自宅で作る簡単飯を大公開2時間SP                                        | 大泉洋、馬場裕之（ロバート）、井上咲楽 | [ 注 23 ] |
| 60 | 12月6日  | 家事初心者も作れる！和田明日香2022年レシピBEST10                                       | 中尾明慶、和田明日香 |           |
| 61 | 12月27日 | 2大100均ショップ常連が選ぶ最強アイテムBEST10！2時間SP                                  | 優香、吉沢亮 | [ 注 24 ] |

#### 2023年
| 回 | 放送日   | 放送内容                                                    | ゲスト | 備考                |
| -- | -------- | ----------------------------------------------------------- | --- | ------------------- |
| 62 | 1月17日  | 年末年始の芸能人宅にカメラを設置！加藤茶夫妻＆井上咲楽      | 滝藤賢一、チョコレートプラネット、井上咲楽、加藤茶、加藤綾菜、藤本美貴、中村仁美、山口もえ、木村美穂、 渡辺江里子（阿佐ヶ谷姉妹）、乙葉 |                     |
| 63 | 1月24日  | 2時間SP 木村拓哉参戦！人気ディスカウント店アレンジ飯20      | 木村拓哉 | [ 注 23 ]           |
| 64 | 1月31日  | 2時間SP 中川大志＆北村匠海と巨大ホームセンター潜入！        | 馬場裕之（ロバート）、和田明日香、中川大志、北村匠海                                                                                    | [ 注 23 ]           |
| 65 | 2月14日  | あの人気店のレトルトカレー最強ベスト3＆鈴木福4兄妹家事テク  | 鈴木福、鈴木夢、鈴木楽、鈴木誉、阿部サダヲ、宮川大輔                                                                                    |                     |
| 66 | 2月21日  | 堂本剛参戦！キッチン家電ヒット予測2023＆ロバート馬場絶品飯  | 堂本剛、馬場裕之（ロバート） |                     |
| 67 | 3月7日   | 爆売れ中！冷凍餃子アレンジ飯＆和田明日香の簡単“うち中華”    | 山崎育三郎、和田明日香 |                     |
| 68 | 3月28日  | 3時間SP 平野レミ自宅にヤロウ初潜入＆芸能人宅のぞき見！      | 平野レミ、財前直見、鈴木亜美、豊ノ島、井上咲楽、宮川大輔、大西流星（なにわ男子）、松山ケンイチ、松本若菜、藤本美貴                      | [ 注 18 ]           |
| 69 | 4月4日   | 和食好き必見の食材店に潜入＆和田明日香の春野菜爆速6品       | 和田明日香、田中卓志（アンガールズ） |                     |
| 70 | 4月18日  | 2時間SP～高畑充希と300円ショップ潜入＆加藤茶80歳誕生会～    | 加藤綾菜、加藤茶、高畑充希 | [ 注 23 ]           |
| 71 | 4月25日  | 激安祭り！桐谷健太100円丼＆阿佐ヶ谷姉妹が埼玉激安スーパーへ | 桐谷健太、阿佐ヶ谷姉妹 |                     |
| 72 | 5月9日   | 料理上手パパ谷原章介激ウマ飯＆菊池風磨が夢のマイ包丁選び    | 谷原章介、津田篤宏（ダイアン）、菊池風磨（Sexy Zone）                                                                                   |                     |
| 73 | 5月23日  | 広瀬すずが家事ウラ技検証＆女子寮の学生お悩み解決！          | 広瀬すず 、鈴木福、鈴木夢、鈴木楽、鈴木誉、ギャル曽根                                                                                   |                     |
| 74 | 5月30日  | かまいたち参戦！即席めんアレンジ＆思い出グルメ大捜査！      | かまいたち |                     |
| 75 | 6月6日   | 東山紀之と業務用スーパー食材で100円丼＆阿佐ヶ谷姉妹激安店へ | 東山紀之、阿佐ヶ谷姉妹、安藤なつ（メイプル超合金）                                                                                      |                     |
| 76 | 6月27日  | 街頭560人のリアルな声！ダルい家事ランキングベスト10大発表SP | 小澤征悦、小杉竜一（ブラックマヨネーズ）、藤本美貴、村重杏奈                                                                            |                     |
| 77 | 7月4日   | 織田裕二＆平野レミ＆和田明日香参戦！2時間SP                 | 織田裕二、鈴木福、鈴木夢、鈴木誉、鈴木楽、和田明日香、平野レミ                                                                          | [ 注 23 ]           |
| 78 | 8月8日   | 家事のお悩み一挙解決SP！！                                  | ギャル曽根、伊藤英明、髙橋ひかる |                     |
| 79 | 8月22日  | 大泉洋が襲来！業務スーパーの激安食材で100円丼               | 大泉洋、安藤なつ（メイプル超合金） |                     |
| 80 | 8月29日  | 橋本環奈が参戦！九州ご当地めしSP                            | 橋本環奈、財前直見、滝沢カレン |                     |
| 81 | 9月5日   | 最大手スーパー最新爆売れ商品15選！2時間SP                   | 斎藤工、奈緒、長嶋一茂、和田明日香 | [ 注 23 ]           |
| 82 | 9月19日  | 芸能人の自宅めし＆冷蔵庫大公開！リアル家事2時間SP           | 博多華丸・大吉、藤本美貴、井上咲楽、小倉優子、加藤綾菜、加藤茶、高木ブー、光浦靖子、オアシズ、宮川大輔、やす子                          | [ 注 25 ] [ 注 26 ] |
| 83 | 10月10日 | 2時間SP 埼玉ご当地スーパー＆最強100円ショップ超激安SP       | 松岡昌宏 、北川景子 | [ 注 27 ]           |
| 84 | 10月24日 | 2時間SP No．1ホームセンター家事お悩み解決グッズ20連発！     | 滝藤賢一 、ウエンツ瑛士 | [ 注 23 ]           |
| 85 | 11月7日  | 2時間SP 番組初の九州ロケ！大分秘境で財前直見と秋の収穫祭    | 吉沢亮、財前直見、和田明日香 | [ 注 23 ]           |
| 86 | 11月21日 | 2時間SP 平野レミと最新激安スーパー潜入！安さの裏側大公開    | 渡辺満里奈、鈴木亜美、平野レミ | [ 注 23 ]           |
| 87 | 12月5日  | 2時間SP 和田明日香の新開発レシピ2023年ベスト10！            | 福原遥、田村淳、和田明日香、阿佐ヶ谷姉妹                                                                                                | [ 注 23 ]           |

#### 2024年
| 回  | 放送日   | 放送内容                                                    | ゲスト                                                             | 備考      |
| --- | -------- | ----------------------------------------------------------- | ------------------------------------------------------------------ | --------- |
| 88  | 1月16日  | 反町隆史が初参戦！最強コスト倉庫店へ！！豪快メシSP          | 反町隆史 藤本美貴 横澤夏子                                         | [ 注 28 ] |
| 89  | 1月23日  | 街のリアル節約テク超連発＆加藤茶夫妻新年会SP！              | 加藤茶 加藤綾菜 鈴木奈々 藤本美貴 道枝駿佑（なにわ男子）           |           |
| 90  | 1月30日  | 2時間SP 小泉孝太郎×お値段以上No．1家具店！爆売れ商品20      | 和田明日香 小泉孝太郎 藤原丈一郎（なにわ男子）                     | [ 注 23 ] |
| 91  | 2月27日  | 2時間SP 開局65年特別企画 スター（秘）お宝レシピ25連発       | ギャル曽根 吉田鋼太郎 田中圭 林遣都 伊集院光                       | [ 注 23 ] |
| 92  | 3月12日  | 2時間SP 堂本光一が初参戦！ドンと驚安ディスカウント店潜入    | 堂本光一 佐藤二朗 間宮祥太朗                                       | [ 注 23 ] |
| 93  | 4月2日   | 2時間SP 中村倫也参戦！話題300円ショップ爆売れ商品20連発     | 平愛梨 ギャル曽根 中村倫也                                         | [ 注 29 ] |
| 94  | 4月9日   | 2時間SP 石原さとみ初参戦！！リアル節約術＆激安スーパー潜入  | 石原さとみ 井ノ原快彦                                              | [ 注 23 ] |
| 95  | 4月23日  | 竹内涼真＆永瀬廉が初参戦！忖度ナシNo．1冷凍チャーハン決定戦 | 永瀬廉（King & Prince） 竹内涼真                                   |           |
| 96  | 5月14日  | 2時間SP 近所にほしい！北関東の最強2大ご当地スーパー潜入     | DJ KOO SAM 阿佐ヶ谷姉妹 ギャル曽根 矢本悠馬 鈴木亜美 平愛梨 豊ノ島 | [ 注 23 ] |
| 97  | 5月21日  | 女子寮潜入！！激せま部屋の悩みを100均グッズで解決！         | いとうあさこ 大久保佳代子                                          |           |
| 98  | 5月28日  | 節約テク一斉調査SP！新垣結衣も驚き…街のスゴすぎ節約術25連発 | 新垣結衣 早瀬憩                                                    |           |
| 99  | 6月4日   | 2024夏！人気家電量販店No．1店員が教える本当にイイ最新家電SP | 指原莉乃                                                           |           |
| 100 | 6月18日  | 黒柳徹子の人生ベストテンレシピ 超豪華3時間SP！              | 黒柳徹子 平野レミ 唐沢寿明                                         | [ 注 30 ] |
| 101 | 7月9日   | 山口智子が初参戦&豪華芸能人の自宅のぞき見リアル家事SP!!     | 山口智子 ギャル曽根                                                |           |
| 102 | 7月16日  | 2時間SP 魚を買うならココ!話題の激安巨大鮮魚店に潜入         | 平野レミ 森山良子 飯沼愛 八木勇征（FANTASTICS）                    | [ 注 23 ] |
| 103 | 7月30日  | 2時間SP 猛暑を乗り切る(秘)激安&節約テク50連発!!             | 藤本美貴                                                           | [ 注 23 ] |
| 104 | 8月20日  | 2時間SP 猛暑の節約術を大調査!夏のスゴ技連発SP               | 鈴木亜美 比嘉愛未 松下奈緒 小泉孝太郎 高橋メアリージュン 木村文乃  | [ 注 23 ] |
| 105 | 9月17日  | 3時間SP 大泉洋&松たか子が参戦!土井善晴の人生最高グルメ      | 大泉洋 松たか子 宮川大輔 ギャル曽根                                | [ 注 31 ] |
| 106 | 9月24日  | 節約祭!話題の10円スーパーで大調査…わが家の究極節約レシピ    | 田中卓志（アンガールズ） ギャル曽根                                |           |
| 107 | 10月29日 | 電気ガス水道を安く!!節約テクSP!100均グッズ活用&節約レシピ   | 大久保佳代子（オアシズ） 遠藤憲一 磯村勇斗 大橋和也（なにわ男子）  |           |
| 108 | 11月5日  | 秋の大収穫祭2時間SP                                         | 飯尾和樹（ずん） 大久保佳代子（オアシズ） 戸塚純貴                 | [ 注 23 ] |
| 109 | 12月3日  | 2時間SP 超豪華芸能人の最強自宅めしベスト10大発表            | 若槻千夏 宮川大輔                                                  | [ 注 23 ] |

#### 2025年
| 回  | 放送日  | 放送内容                                                                               | ゲスト                                                                               | 備考                |
| --- | ------- | -------------------------------------------------------------------------------------- | ------------------------------------------------------------------------------------ | ------------------- |
| 110 | 1月14日 | 黒柳徹子が再び参戦!人生ベストレシピ第2弾 &和田明日香 失敗しない飯                      | 北村匠海 平野レミ 黒柳徹子 宮川大輔 萩原利久                                         | [ 注 32 ]           |
| 111 | 1月28日 | 阿佐ヶ谷姉妹が潜入! 北関東の超新星スーパー &皆の節約テク大調査!                        | 葵わかな 横澤夏子 戸塚純貴                                                           |                     |
| 112 | 2月4日  | 冬の節約料理SP! ギャル曽根VS10人大家族 激安デカ盛り時短メシ                            | ギャル曽根 平愛梨 吉村崇（平成ノブシコブシ）                                         |                     |
| 113 | 2月25日 | ムロツヨシが参戦! 人気100円節約アイテム& 比嘉愛未・岩田剛典も驚く日本全国節約テク調査! | 岩田剛典 比嘉愛未 藤本美貴 宮川大輔 ムロツヨシ                                       | [ 注 33 ] [ 注 34 ] |
| 114 | 3月4日  | 高畑充希と行く大人気家具店 新生活お役立ちアイテム20選! 鈴木保奈美の絶品自宅メシも!     | 鈴木保奈美 高畑充希 田中卓志（アンガールズ） 吉村崇（平成ノブシコブシ）              | [ 注 33 ] [ 注 34 ] |
| 115 | 4月22日 | 橋本環奈が参戦!平野レミと築地の新鮮食材で 絶品1000円定食作り!                          | 平野レミ 橋本環奈                                                                    | [ 注 35 ] [ 注 34 ] |
| 116 | 4月29日 | 及川光博が参戦!1000世帯に大調査! 好きな味噌汁ランキング                                | 井上咲楽 井上裕介（NON STYLE） 及川光博 門脇麦 田中圭 藤本美貴                       | [ 注 36 ] [ 注 34 ] |
| 117 | 5月13日 | 1000世帯に大調査 好きなおにぎりランキング& No.1ホームセンターで人気商品を超辛口審査    | アン ミカ 石原良純 おいでやす小田 瀬戸朝香 野呂佳代                                  | [ 注 36 ] [ 注 34 ] |
| 118 | 5月27日 | 行列食堂のなぜかウマい飯 ウマさの秘密を大公開& 和田明日香の絶対失敗しない飯            | DAIGO 長嶋一茂 藤本美貴 やす子 和田明日香                                            | [ 注 36 ] [ 注 34 ] |
| 119 | 6月12日 | 木曜出張!特別編 プロが選ぶ令和の最新家事裏ワザ試しまくりSP                             | SHELLY 竹内涼真 野々村友紀子 藤本美貴 満島真之介 宮川大輔                            | [ 注 36 ] [ 注 34 ] |
| 120 | 7月8日  | 堂本光一・上白石萌音 斎藤工・永尾柚乃が参戦! 豪華2時間SP                               | 斎藤工 宮川大輔 ギャル曽根 永尾柚乃 財前直見 井上咲楽 堂本光一 上白石萌音 和田明日香 | [ 注 36 ] [ 注 34 ] |
| 121 | 7月22日 | 埼玉県民1000人に大調査! 冷蔵庫に絶対入っているご当地フードBEST15!                      | 板垣李光人 藤本美貴 安田顕                                                           | [ 注 36 ] [ 注 34 ] |
| 122 | 8月12日 | 芸能人の記念日パーティーのぞき見SP!!                                                   | 小澤征悦 ギャル曽根 加藤茶 加藤綾菜 鈴木奈々 平野レミ 清水ミチコ クミコ              | [ 注 37 ] [ 注 34 ] |
| 123 | 8月26日 |                                                                                        | 阿部サダヲ 松たか子 土井善晴                                                         | [ 注 38 ] [ 注 34 ] |

## ネット局

### 深夜時代
| 放送対象地域 | 放送局                       | 系列           | 放送時間                      | 放送期間      | ネット状況 | 備考      |
| ------------ | ---------------------------- | -------------- | ----------------------------- | ------------- | ---------- | --------- |
| 関東広域圏   | テレビ朝日（EX）             | テレビ朝日系列 | 木曜 0:20 - 0:50 （水曜深夜） | 2018年4月11日 | 制作局     | 制作局    |
| 青森県       | 青森朝日放送（ABA）          | テレビ朝日系列 | 木曜 0:20 - 0:50 （水曜深夜） | 2019年4月4日  | 同時ネット |           |
| 岩手県       | 岩手朝日テレビ（IAT）        | テレビ朝日系列 | 木曜 0:20 - 0:50 （水曜深夜） | 2019年4月4日  | 同時ネット |           |
| 秋田県       | 秋田朝日放送（AAB）          | テレビ朝日系列 | 木曜 0:20 - 0:50 （水曜深夜） | 2018年5月11日 | 同時ネット | [ 注 39 ] |
| 山形県       | 山形テレビ（YTS）            | テレビ朝日系列 | 木曜 0:20 - 0:50 （水曜深夜） | 2019年4月4日  | 同時ネット |           |
| 福島県       | 福島放送（KFB）              | テレビ朝日系列 | 木曜 0:20 - 0:50 （水曜深夜） | 2019年4月4日  | 同時ネット |           |
| 新潟県       | 新潟テレビ21（UX）           | テレビ朝日系列 | 木曜 0:20 - 0:50 （水曜深夜） | 2019年4月4日  | 同時ネット |           |
| 長野県       | 長野朝日放送（abn）          | テレビ朝日系列 | 木曜 0:20 - 0:50 （水曜深夜） | 2019年4月4日  | 同時ネット |           |
| 山口県       | 山口朝日放送（yab）          | テレビ朝日系列 | 木曜 0:20 - 0:50 （水曜深夜） | 不明          | 同時ネット | [ 注 40 ] |
| 沖縄県       | 琉球朝日放送（QAB）          | テレビ朝日系列 | 木曜 0:20 - 0:50 （水曜深夜） | 2019年4月4日  | 同時ネット |           |
| 中京広域圏   | 名古屋テレビ（メ～テレ/NBN） | テレビ朝日系列 | 木曜 0:23 - 0:54 （水曜深夜） | 2019年4月4日  | 3分遅れ    | [ 注 41 ] |
| 熊本県       | 熊本朝日放送（KAB）          | テレビ朝日系列 | 土曜 15:55 - 16:25            | 2019年4月6日  | 遅れネット | [ 注 42 ] |
| 鹿児島県     | 鹿児島放送（KKB）            | テレビ朝日系列 | 水曜 0:50 - 1:20 （火曜深夜） | 不明          | 遅れネット |           |
| 石川県       | 北陸朝日放送（HAB）          | テレビ朝日系列 | 水曜 2:05 - 2:35 （火曜深夜） | 2019年4月17日 | 遅れネット |           |
| 福岡県       | 九州朝日放送（KBC）          | テレビ朝日系列 | 金曜 10:40 - 11:10            | 不明          | 遅れネット |           |

- 不定期ネット局
  - 北海道・北海道テレビ（HTB）
  - 近畿広域圏・朝日放送テレビ（ABC TV）
  - 静岡県・静岡朝日テレビ（SATV）
  - 宮崎県・テレビ宮崎（UMK、フジテレビ系列・日本テレビ系列・テレビ朝日系列）

- 過去のネット局
  - 四国放送（JRT）（日本テレビ系列、月曜 - 金曜 10:25 - 10:55、2018年10月8日 - 10月12日）※第1回から第5回まで放送。

### ネオバラエティ時代
| 放送対象地域   | 放送局                       | 系列           | 放送日時                     | ネット状況 | 脚注       |
| -------------- | ---------------------------- | -------------- | ---------------------------- | ---------- | ---------- |
| 関東広域圏     | テレビ朝日（EX）             | テレビ朝日系列 | 水曜 23:15 - 翌0:15          | 【制作局】 | 【制作局】 |
| 北海道         | 北海道テレビ（HTB）          | テレビ朝日系列 | 水曜 23:15 - 翌0:15          | 同時ネット | [ 注 43 ]  |
| 青森県         | 青森朝日放送（ABA）          | テレビ朝日系列 | 水曜 23:15 - 翌0:15          | 同時ネット |            |
| 岩手県         | 岩手朝日テレビ（IAT）        | テレビ朝日系列 | 水曜 23:15 - 翌0:15          | 同時ネット |            |
| 宮城県         | 東日本放送（KHB）            | テレビ朝日系列 | 水曜 23:15 - 翌0:15          | 同時ネット |            |
| 秋田県         | 秋田朝日放送（AAB）          | テレビ朝日系列 | 水曜 23:15 - 翌0:15          | 同時ネット |            |
| 山形県         | 山形テレビ（YTS）            | テレビ朝日系列 | 水曜 23:15 - 翌0:15          | 同時ネット |            |
| 福島県         | 福島放送（KFB）              | テレビ朝日系列 | 水曜 23:15 - 翌0:15          | 同時ネット |            |
| 新潟県         | 新潟テレビ21（UX）           | テレビ朝日系列 | 水曜 23:15 - 翌0:15          | 同時ネット |            |
| 長野県         | 長野朝日放送（abn）          | テレビ朝日系列 | 水曜 23:15 - 翌0:15          | 同時ネット |            |
| 静岡県         | 静岡朝日テレビ（SATV）       | テレビ朝日系列 | 水曜 23:15 - 翌0:15          | 同時ネット |            |
| 石川県         | 北陸朝日放送（HAB）          | テレビ朝日系列 | 水曜 23:15 - 翌0:15          | 同時ネット |            |
| 中京広域圏     | 名古屋テレビ（メ～テレ/NBN） | テレビ朝日系列 | 水曜 23:15 - 翌0:15          | 同時ネット |            |
| 広島県         | 広島ホームテレビ（HOME）     | テレビ朝日系列 | 水曜 23:15 - 翌0:15          | 同時ネット |            |
| 山口県         | 山口朝日放送（yab）          | テレビ朝日系列 | 水曜 23:15 - 翌0:15          | 同時ネット |            |
| 香川県・岡山県 | 瀬戸内海放送（KSB）          | テレビ朝日系列 | 水曜 23:15 - 翌0:15          | 同時ネット |            |
| 愛媛県         | 愛媛朝日テレビ（eat）        | テレビ朝日系列 | 水曜 23:15 - 翌0:15          | 同時ネット |            |
| 福岡県         | 九州朝日放送（KBC）          | テレビ朝日系列 | 水曜 23:15 - 翌0:15          | 同時ネット |            |
| 長崎県         | 長崎文化放送（ncc）          | テレビ朝日系列 | 水曜 23:15 - 翌0:15          | 同時ネット |            |
| 熊本県         | 熊本朝日放送（KAB）          | テレビ朝日系列 | 水曜 23:15 - 翌0:15          | 同時ネット |            |
| 大分県         | 大分朝日放送（OAB）          | テレビ朝日系列 | 水曜 23:15 - 翌0:15          | 同時ネット |            |
| 鹿児島県       | 鹿児島放送（KKB）            | テレビ朝日系列 | 水曜 23:15 - 翌0:15          | 同時ネット |            |
| 沖縄県         | 琉球朝日放送（QAB）          | テレビ朝日系列 | 水曜 23:15 - 翌0:15          | 同時ネット |            |
| 近畿広域圏     | 朝日放送テレビ（ABC TV）     | テレビ朝日系列 | 木曜 0:30 - 1:32（水曜深夜） | 75分遅れ   | [ 注 44 ]  |

### ゴールデンタイム時代
- 前番組『林修の今でしょ!講座』（火曜20時へ枠移動）と同様に、番組終盤の19:54 - 20:00はローカルセールス枠のため、テレビ朝日以外の通常時フルネット局でも臨時に19:54飛び降りとする場合ある一方、通常時19:54で飛び降りる同時ネット局が末尾6分含めて臨時フルネットする場合がある。
- 2022年1月11日から19:54枠を関東ローカルに降格し、『まだまだ家事ヤロウ!!!』として別途放送。

| 放送対象地域   | 放送局                       | 系列           | 放送日時            | ネット状況                   | 備考       |
| -------------- | ---------------------------- | -------------- | ------------------- | ---------------------------- | ---------- |
| 関東広域圏     | テレビ朝日（EX）             | テレビ朝日系列 | 火曜 19:00 - 20:00  | 【制作局】                   | 【制作局】 |
| 北海道         | 北海道テレビ（HTB）          | テレビ朝日系列 | 火曜 19:00 - 20:00  | フルネット                   |            |
| 青森県         | 青森朝日放送（ABA）          | テレビ朝日系列 | 火曜 19:00 - 20:00  | フルネット                   |            |
| 岩手県         | 岩手朝日テレビ（IAT）        | テレビ朝日系列 | 火曜 19:00 - 20:00  | フルネット                   |            |
| 宮城県         | 東日本放送（khb）            | テレビ朝日系列 | 火曜 19:00 - 20:00  | フルネット                   |            |
| 福島県         | 福島放送（KFB）              | テレビ朝日系列 | 火曜 19:00 - 20:00  | フルネット                   |            |
| 静岡県         | 静岡朝日テレビ（SATV）       | テレビ朝日系列 | 火曜 19:00 - 20:00  | フルネット                   |            |
| 中京広域圏     | 名古屋テレビ（メ～テレ/NBN） | テレビ朝日系列 | 火曜 19:00 - 20:00  | フルネット                   |            |
| 山口県         | 山口朝日放送（yab）          | テレビ朝日系列 | 火曜 19:00 - 20:00  | フルネット                   |            |
| 愛媛県         | 愛媛朝日テレビ（eat）        | テレビ朝日系列 | 火曜 19:00 - 20:00  | フルネット                   |            |
| 福岡県         | 九州朝日放送（KBC）          | テレビ朝日系列 | 火曜 19:00 - 20:00  | フルネット                   |            |
| 長崎県         | 長崎文化放送（ncc）          | テレビ朝日系列 | 火曜 19:00 - 20:00  | フルネット                   |            |
| 熊本県         | 熊本朝日放送（KAB）          | テレビ朝日系列 | 火曜 19:00 - 20:00  | フルネット                   | [ 注 46 ]  |
| 大分県         | 大分朝日放送（OAB）          | テレビ朝日系列 | 火曜 19:00 - 20:00  | フルネット                   |            |
| 沖縄県         | 琉球朝日放送（QAB）          | テレビ朝日系列 | 火曜 19:00 - 20:00  | フルネット                   |            |
| 秋田県         | 秋田朝日放送（AAB）          | テレビ朝日系列 | 火曜 19:00 - 19:54  | 同時ネット （19:54飛び降り） | [ 注 47 ]  |
| 山形県         | 山形テレビ（YTS）            | テレビ朝日系列 | 火曜 19:00 - 19:54  | 同時ネット （19:54飛び降り） | [ 注 48 ]  |
| 新潟県         | 新潟テレビ21（UX）           | テレビ朝日系列 | 火曜 19:00 - 19:54  | 同時ネット （19:54飛び降り） | [ 注 49 ]  |
| 長野県         | 長野朝日放送（abn）          | テレビ朝日系列 | 火曜 19:00 - 19:54  | 同時ネット （19:54飛び降り） | [ 注 50 ]  |
| 石川県         | 北陸朝日放送（HAB）          | テレビ朝日系列 | 火曜 19:00 - 19:54  | 同時ネット （19:54飛び降り） | [ 注 51 ]  |
| 近畿広域圏     | 朝日放送テレビ（ABC TV）     | テレビ朝日系列 | 火曜 19:00 - 19:54  | 同時ネット （19:54飛び降り） | [ 注 52 ]  |
| 広島県         | 広島ホームテレビ（HOME）     | テレビ朝日系列 | 火曜 19:00 - 19:54  | 同時ネット （19:54飛び降り） | [ 注 53 ]  |
| 香川県・岡山県 | 瀬戸内海放送（KSB）          | テレビ朝日系列 | 火曜 19:00 - 19:54  | 同時ネット （19:54飛び降り） | [ 注 54 ]  |
| 鹿児島県       | 鹿児島放送（KKB）            | テレビ朝日系列 | 火曜 19:00 - 19:54  | 同時ネット （19:54飛び降り） | [ 注 55 ]  |
| 鳥取県・島根県 | 山陰放送（BSS）              | TBS系列        | 水曜 23:56 - 翌0:55 | 遅れネット                   | [ 注 56 ]  |
| 高知県         | テレビ高知（KUTV）           | TBS系列        | 不定期放送          | 遅れネット                   | [ 注 57 ]  |

## スタッフ（2024年4月以降）
2021年4月以降に加入→●
- ナレーション：新谷摩乃、鈴木省吾
- 構成：飯塚大悟、小杉四駆郎、坂本龍二、上野耕一郎、植田将崇（上野・植田→●）
- ロケ技術︰小林真士（●、以前は技術）
- 美術進行：入江大介（●）
- メイク：川口かつら店
- 美術協力：テレビ朝日クリエイト
- 技術協力：TSP、ティ・ピー・ブレーン
- タイトル・CG：森三平
- 編集：岩崎直樹
- MA：直江泰輔、岩倉省吾、松岡古生蕗【週替り】（岩倉・松岡→●）
- 音効：Caravan（Car→●）
- 編成：岡村地郎、長岡大河（共に●、岡村→一時離脱→復帰）
- 宣伝：寿崎和臣（●）
- TK：安達真理
- デスク：萩原わかな（●）
- 協力：東京オフラインセンター
- 事務所協力：マセキ芸能社、サンミュージック
- 制作協力：クリーク・アンド・リバー社[14]、RUMBLEBEEinc.【週替り】
- 情報監修：早川美里佳、髙橋貴洋、佐藤嘉浩、高村仁知、吉川克弥、海老原葉月、北沢善一、和田由貴、鈴木久美子、清水幸子（共に●、以前は情報）【週替り】
- フードコーディネーター：兀下優子【毎週】、周シャーリー(夏麗)、井出修子、渋澤雪絵、宍戸慶子、高橋佳子、数本知子【週替り】（周・井出〜数本→●、兀下・井出・渋澤→以前は制作スタッフ）
- 制作スタッフ：赤塚伸太郎、白石宗大、藤原ゆかり、服部来紀、小澤光陽、福井麻友、谷口明里、藤井蓮太、吉田萌々香、眞鍋秀平、伊藤梓、柳川理子、津川晴香、加藤杏菜、山本奨也、椛澤渓菜、高橋沙紀、瑞原信行、藤本恭平、内田朋美、伊田翔吾、石黒真利奈、越間陽貴、太田美咲、柿崎結衣、吉川薫、舘山そら、川越大輝、増村陽太、松下陸雄、山本達也、山田涼香、佐藤英輔、相澤竜馬、土屋拓巳、佐藤歩、桶作泰成、大野悠那、横尾千明、川口大輔、平井瑠奈、牛之濱誠康、原更紗、竹山永久、小田渉【週替り】（柳川～山本・椛澤・藤本・柿崎・吉川・舘山～小田→●、瑞原→一時離脱→復帰）
- 制作スタッフ/ディレクター：山田雅大【週替り、回によって異なる】
- アシスタントプロデューサー：金銀善、曳地麻実、櫻井弓子、坂入清美、水谷和一、佐藤梓【週替り】（櫻井～佐藤→●、水谷→以前はディレクター→一時離脱）
- ディレクター：齋藤亮、石川のりひさ、山中伸二、小林恭寛、梶山飛博、大谷真也（一時期はチーフディレクター）、出井文明、安倍(部)雅史、吉村涼平、松原広直（以前はチーフディレクター）、坂本浩章、秋山秀人、森俊平、小松聡、壺井卓也、長久保彰宏、新垣拓也、中平達将、太田貴昭、松尾宗之、内田優、坂下祐生、中島孝志、木村大介、秋山真彦、笹原有翔、矢川東哉、牛久卓也【週替り】（出井・秋山・壺井・長久保・新垣～牛久→●、太田・内田→以前は制作スタッフ）
- チーフディレクター：熊川隆太、岡村学、齊藤篤史（岡村・齊藤以外→以前はディレクター、岡村→●）
- プロデューサー：澤田晋、田中万莉子（澤田・田中→●）、田嶋香里（クリーク・アンド・リバー社）【毎週】、藁科誠・本多里子（ランブル・ビー、藁科→●、以前はディレクター→チーフディレクター→一時離脱、本多→以前は毎週）【週替り】
- 演出：米田裕一（以前はチーフディレクター）
- ゼネラルプロデューサー：鈴木忠親（以前はプロデューサー）
- 制作：テレビ朝日ビジネスソリューション本部 コンテンツ編成局第2制作部
- 制作著作：テレビ朝日

### 過去のスタッフ
- ナレーター：野上ケロ、野上慎平（テレビ朝日アナウンサー）
- 監修：鈴木おさむ（●、以前は構成）
- ロケ技術
  - CAM：辺見洋、山崎善映（山崎→●）
  - AUD：福元裕美、勝見亘、中村渚（勝見・中村→●）
- 美術進行：山本和記
- メイク：水上摂子、山本麻奈、飛田真知子
- 編集：鎌田光海
- MA：井坂拓人、志村武浩、関川一貴
- 音効：高島慎太郎
- 編成：篠宮康希、吉冨大輔、小古山拓矢、岩井健太郎、三浦靖雄、佐野圭紘、馬渕真太朗、辻慈生、宇喜多宏美、沢登孝介（馬渕～沢登→●）
- 宣伝：高橋夏子
- デスク：稲月彰子
- ホームページ：里見諒
- 事務所協力︰ジャニーズ事務所
- 制作スタッフ：内田由貴子、小栗晃子、大沢陽香、井上拓也、川井浩貴、大久保達巳、中武麦緒、松下陸雄、有菌瑞稀、野村奈々美、松丸絢、向後直樹、日之口武志、谷川美樹、尾身奈美枝、山本玲奈、田口歩也、山瀬絵理奈、冨田祐子、三森恵、伊藤泰助、松若和征、黒木裕己、香山莉央、伊藤裕介、渡辺健太
- アシスタントプロデューサー：町田沙織
- ディレクター：吉田航、内山真吾、久永幹太、土屋豪広、村松茂樹、門脇大志、金井洋人、橋本美紀、中山和樹、葆積洋介、信田枝里、山越由貴、和田彩、峯田希生、横田裕昌、成田勇介、清水悠貴
- チーフディレクター：上山健太郎、武石一也（ディレクターの回あり）、黒柳貴仁（黒柳→以前はディレクター）
- プロデューサー：米川宝、片山淳（片山→●）、木山達朗
- ゼネラルプロデューサー：友寄隆英